# Naum Veqilharxhi
Naum Veqilharxhi (nacido Naum Panajot Bredhi; 1797–1846) fue un abogado y erudito albanés. En 1844 publicó un libro en el que utilizó un alfabeto único para el idioma albanés, con caracteres que él mismo había creado, la escritura vithkuqi. Veqilharxhi es una de las figuras más destacadas del despertar nacional albanés temprano y los albaneses lo consideran su primer ideólogo.
La escritura de Veqilharxhi, que a veces se considera similar al alfabeto armenio, probablemente se desarrolló en algún momento alrededor de 1825. Los libros de Veqilharxhi fueron litografiados en Bucarest por George Venrich, tal como se ha descubierto recientemente. Aunque la escritura fue litografiada, en 1847 también fue cortada para uso tipográfico en Viena, por el filólogo y punzante austríaco Alois Auer. La escritura de Veqilharxhi, también se conoce como escritura Vithkuqi, debido al lugar de nacimiento de su autor. Se utilizó brevemente en algunas partes de Albania, pero nunca logró popularizarse.
Ésta no fue la primera escritura original que se desarrolló para el idioma albanés. Sin embargo, según Robert Elsie, sí fue la primera en imprimirse, aunque solo litografiada. El tipo de letra de Vithkuqi es la primera escritura albanesa original conocida que se grabó. Fue utilizada brevemente por Carl Faulmann a fines del siglo XIX. Hasta la fecha no se conoce ningún ejemplo de su utilización por parte de ningún autor albanés.